# Purpose Of Visit
|  | Denne artikel er oprettet af botten PalnaBot ud fra en ekstern database. Den kan derfor have sproglige fejl eller mangler. Denne skabelon kan fjernes efter kontrol af indholdet. |

Purpose Of Visit er en dansk kortfilm fra 2004 skrevet og instrueret af Anna Vesterholt.

## Handling
Den danske musikerpige, Lisa, forelsker sig i en russisk dirigent, Alexander Kirilov. Hun rejser til Moskva for at vinde hans hjerte, men Alexander er en travl mand. Lisa kæmper for hans opmærksomhed - fremmed by, fremmed sprog - indtil hun ser ham med en alt for ung pige under armen'